# Adjectif verbal
Un adjectif verbal est un participe (présent ou passé) employé comme adjectif.

## Participe utilisé comme adjectif verbal
Les verbes transitifs directs en français traduisent d'une manière  générale une action, effectuée par un agent, et portant sur un objet :
« La fille chante des chansons » : L'agent (sujet) est la fille, l'action est chanter, et l'objet de l'action est des chansons.
À chaque verbe de ce type correspondent deux participes, l'un permettant de désigner l'agent (le participe présent), l'autre l'objet (le participe passif utilisé comme participe passé), qui peuvent être utilisés comme épithète ou attribut, :
« La fille était chantante » : Le participe présent chantant qualifie l'agent de l'action.
« Les chansons étaient chantées » : Le participe passé chanté qualifie l'objet de l'action.
Dans leur emploi de qualificatif, les deux participes peuvent s'accorder régulièrement, comme tout adjectif. C'est essentiellement cette forme d'emploi qui entraîne l'accord du participe passé.

## Application
Il y a parfois une différence d'orthographe entre le participe présent, toujours formé sur le radical utilisé pour l'imparfait, et l'adjectif verbal
| Alternance | Participe présent | Adjectif verbal |
| ---------- | ----------------- | --------------- |
| guant/gant | naviguant         | navigant        |
| quant/cant | convainquant      | convaincant     |
| ant/ent    | précédant         | précédent       |

L'adjectif verbal indique toujours un état et s'accorde toujours en genre et en nombre avec le mot qu'il complète, contrairement au participe présent qui est invariable.
- Une somme équivalant à mon salaire. (participe présent)
- J'ai obtenu une somme équivalente. (adjectif verbal).